# Osvaldo Cruz Futebol Clube
Osvaldo Cruz Futebol Clube é um clube brasileiro de futebol da cidade de Osvaldo Cruz, interior do estado de São Paulo. Foi fundado no dia 17 de fevereiro de 2004. Sua cor principal é o azul, conhecido como Azulão, e o mascote é o Leão. Atualmente está Inativo,sem previsão de volta.

## História
Antes do Osvaldo Cruz Futebol Clube, a cidade de Osvaldo Cruz já possuía diversas equipes de futebol profissionais representando a cidades nos campeonatos estaduais como o Califórnia FC, Bandeirantes FC e a Associação Esportiva Osvaldo Cruz, todos extintos. Em 2004 a prefeitura de Osvaldo Cruz decidiu que a cidade precisava de um time de futebol profissional. A primeira tentativa foi refundar a velha Associação Esportiva Osvaldo Cruz, que havia disputado campeonatos profissionais nas décadas de 1970 e 1980 e que estava falida desde 1987, mas os custos proibitivos das taxas cobradas pela Federeção Paulista impediram o intento. Surgiu então o a ideia de criar o Osvaldo Cruz Futebol Clube.[carece de fontes?]
Fundado em 17 de fevereiro de 2004, com o intuito de desenvolver o futebol profissional e o esporte na cidade, o clube é popularmente conhecido como Azulão da Alta Paulista, referência às cores e à região onde o clube manda seus jogos.[carece de fontes?]
Uma parceria com o Marília Atlético Clube trouxe jogadores e comissão técnica para o nascente clube. A cidade já possuía um estádio municipal com capacidade suficiente para os jogos das divisões inferiores do campeonato paulista. E assim, o clube foi inscrito para disputar a série B1-B (na prática a quinta divisão) do Campeonato Paulista de Futebol.[carece de fontes?]
A estreia oficial do time foi no dia 18 de abril de 2004 contra o Prudentino em Presidente Prudente. Apesar da vitória de 2 a 1 o time não foi tão bem no campeonato e não conseguiu o acesso para a quarta divisão. Mas o Osvaldo Cruz Futebol Clube deu sorte: no ano seguinte a Federação Paulista de Futebol aboliu as séries B1-A e B1-B e criou a série B1. Na prática o que aconteceu foi que a quinta divisão foi extinta e última divisão do futebol no estado passou a ser a quarta divisão. Assim o Osvaldo Cruz Futebol Clube subiu seu primeiro degrau.[carece de fontes?]
Em 2005 acabaria sendo o melhor ano para o Osvaldo Cruz FC. Com uma ótima campanha, superando todas as fases de um campeonato com muitos clubes, chega ao vice-campeonato da série B ao perder a final para o São Carlos Futebol Ltda., na casa do adversário. Mas consegue o seu segundo acesso, agora para a série A3. Faz também boa campanha na Copa Federação Paulista de Futebol daquele ano.[carece de fontes?]
Em 2006, na Série A3, o time conseguiu novo acesso no futebol paulista, para a Série A2. Desta vez, ao ficar entre os quatro primeiros colocados, junto com São José, XV de Jaú e Botafogo de Ribeirão, que foi o campeão.[carece de fontes?]
A Prefeitura da cidade começa então um grande esforço para ampliar o Estádio Breno Ribeiro do Val para 15 mil lugares para viabilizar a participação do time na série A2. Apesar de muitas polêmicas a reforma é terminada a tempo do time estrear na série A2. Apesar disso, a reforma é interditada logo depois do final do campeonato por problemas em sua estrutura.[carece de fontes?]
Disputando a série A2 mais competitiva de todos os tempos em 2007 e jogando contra vários times grandes como Portuguesa de Desportos, Guarani e Botafogo-RP, o Osvaldo Cruz faz péssima campanha e é rebaixado para a série A3.[carece de fontes?]
Em 2008 disputa a Série A3 e não consegue classificação para a segunda fase, ficando em 12º lugar.[carece de fontes?]
Em 2009 se classifica em 8º lugar na fase de classificação da série A3. Faz uma excelente campanha no quadrangular final e termina em 2º lugar no seu grupo, o que garante a equipe na série A2 no ano de 2010, juntamente com Grêmio Osasco, Pão de Açúcar e Votoraty.
Em 2010 disputou a Série A2, terminando em 17º lugar e sendo rebaixado novamente para a Série A3. Em 2011 foi o 14º colocado na série A3, não conseguindo classificação para a próxima fase, mas escapando do rebaixamento.[carece de fontes?]
No ano de 2012 faz péssima campanha e é rebaixado para a Série B (Quarta Divisão), torneio que não disputa desde 2005.[carece de fontes?]
No ano de 2013, o clube fez uma modesta campanha não passando da primeira fase, ficando em quarto lugar do grupo 2 com 11 pontos conquistado com 3 vitórias, 2 empates e 3 derrotas.[carece de fontes?]
No ano de 2014, a equipe novamente não passou da primeira fase da Segundona Paulista, terminando na 4ª colocação do grupo 1, com 14 pontos, sendo eliminado no saldo de gols.[carece de fontes?] Em 2015, a equipe novamente foi eliminada na primeira fase da Segundona Paulista, terminando no último lugar do grupo 1, tendo perdido 21 pontos devido à escalação de jogadores irregulares.[carece de fontes?] Em 2016, a equipe mais uma vez não passa da primeira fase, terminando na 7ª colocação do grupo 1, com apenas pontos.
Em 2022 o clube fez uma incrível atuação no Campeonato Paulista Sub-15 , onde ele ficou em último do seu grupo, com uma campanha de 22 jogos, 10 vitórias, 4 empate e 8 derrotas. Dentre os jogos de destaque estão: a derrota de apenas 1 x 0 para o Palmeiras II, de Guarulhos, há também um empate em 0 x 0 contra o São Paulo, uma vitória de 3 x 2 em cima do Grêmio Prudente.
Em 2025 o clube faz reformas no Estádio Breno Ribeiro do Val, e não possui volta prevista para campeonatos profissionais de futebol.[carece de fontes?]

## Estatísticas

### Participações
| Aumento | Promovido à divisão superior  |
| Baixa   | Rebaixado à divisão inferior  |
| Inativo | Licenciamento no ano seguinte |

|  | Participações em 2020 |

| Competição | Competição         | Temporadas | Melhor campanha           | Anos                         | A | R |
| São Paulo  | Série A2           | 2          | 17º colocado (2010)       | 2007 e 2010                  | – | 2 |
| São Paulo  | Série A3           | 5          | 3º colocado (2006 e 2009) | 2006 , 2008-2009 e 2011-2012 | 2 | 1 |
| São Paulo  | Segunda Divisão    | 9          | Vice-campeão (2005)       | 2005 e 2013-2022             | 1 |   |
| São Paulo  | Série B2 (extinta) | 1          | 12º colocado (2004)       | 2004                         | – |   |
| São Paulo  | Copa Paulista      | 2          | 1ª fase (2006 e 2008)     | 2006 e 2008                  |   |   |

### Últimas dez temporadas
Legenda:
| Campeão Vice-campeão Eliminado nas semifinais | Campeão e promovido à divisão superior Vice-campeão e/ou promovido à divisão superior Rebaixado à divisão inferior | Classificado à fase de grupos da Copa Libertadores Classificado à fase preliminar da Copa Libertadores Classificado à Copa Sul-Americana Campeão do Campeonato do Interior |